# 恩古尼人
恩古尼人（英語：Nguni people）是非洲南部使用恩古尼语言的班图民族的统称，包括祖鲁人、史瓦帝人、科萨人、恩德贝莱人等。
18世纪至19世纪，恩古尼人在今日南非境内建立多个政权，领地涵盖今日的西開普省、東開普省、豪登省、夸祖魯-納塔爾省、林波波省、姆普马兰加省。其中最著名的是祖鲁王国和科萨王国。

## 起源
恩古尼人的口头传说称其祖先来自北方的大湖地区，而根据语言学研究和历史研究，恩古尼人的祖先是在七千年前的公元前5000年，从中非的西部迁徙而来。恩古尼人的先祖在公元1世纪迁入今日的夸祖鲁-纳塔尔省和川斯瓦省，他们亦带来牛羊和园艺作物，过着半游牧的生活。不少物种是由恩古尼人第一次引入当地。南非的开普省等其他地方亦开始有恩古尼人居住。最终，这些恩古尼人分裂为多个分支，逐渐形成恩德贝莱人在北，史瓦帝人在东北，科萨人在南，祖鲁人在东的格局，他们有着相似的语言和文化。恩古尼人和更早迁入当地的桑人亦发生融合，导致恩古尼语言出现了科伊桑语系特有的搭嘴音。
18世纪晚期开始，恩古尼人发起一系列军事扩张活动，征服并同化许多其他族群，史称姆费卡内，意为碾压分散、强制迁移；不过关于“姆费卡内”运动的规模问题仍然存有争议。

## 组成
恩古尼人包括如下民族：
| 民族                       | 语言                                   | 人口       | 分布                                                      |
| -------------------------- | -------------------------------------- | ---------- | --------------------------------------------------------- |
| 史瓦帝人                   | 史瓦帝語                               | 2,258,000  | 史瓦帝尼、南非                                            |
| 普蒂人                     | 普蒂语                                 | 49,000     | 莱索托和南非交界的特蘭斯凱地区                            |
| 拉拉人                     | 拉拉语                                 | 12,000,000 | 夸祖鲁-纳塔尔省                                           |
| 北恩德贝莱人（川斯瓦）     | 苏马耶拉恩德贝莱语                     |            | 主要在莫科帕內，亦居住在哈曼斯克拉尔和波洛夸内一带        |
| 卢比人                     | 卢比语                                 |            | 特蘭斯凱地区                                              |
| 祖鲁人                     | 祖鲁语                                 | 10,964,000 | 纳塔尔大部，亦居住在姆普马兰加省和豪登省                  |
| 科薩人                     | 科萨语                                 | 8,478,000  | 東開普省的甘托斯河和夸祖鲁-纳塔尔省的姆津库卢河之间的地区 |
| 南恩德贝莱人               | 南恩德贝莱语                           | 659,000    | 川斯瓦省中部                                              |
| 北恩德贝莱人（马塔贝莱人） | 北恩德贝莱语                           | 1,599,000  | 辛巴威的马塔贝莱兰                                        |
| 恩戈尼人                   | 无本民族语言，使用通布卡语、齐切瓦语等 | 2,044,000  | 马拉维、赞比亚                                            |
| 总计                       |                                        | 28,801,000 |                                                           |

## 相册

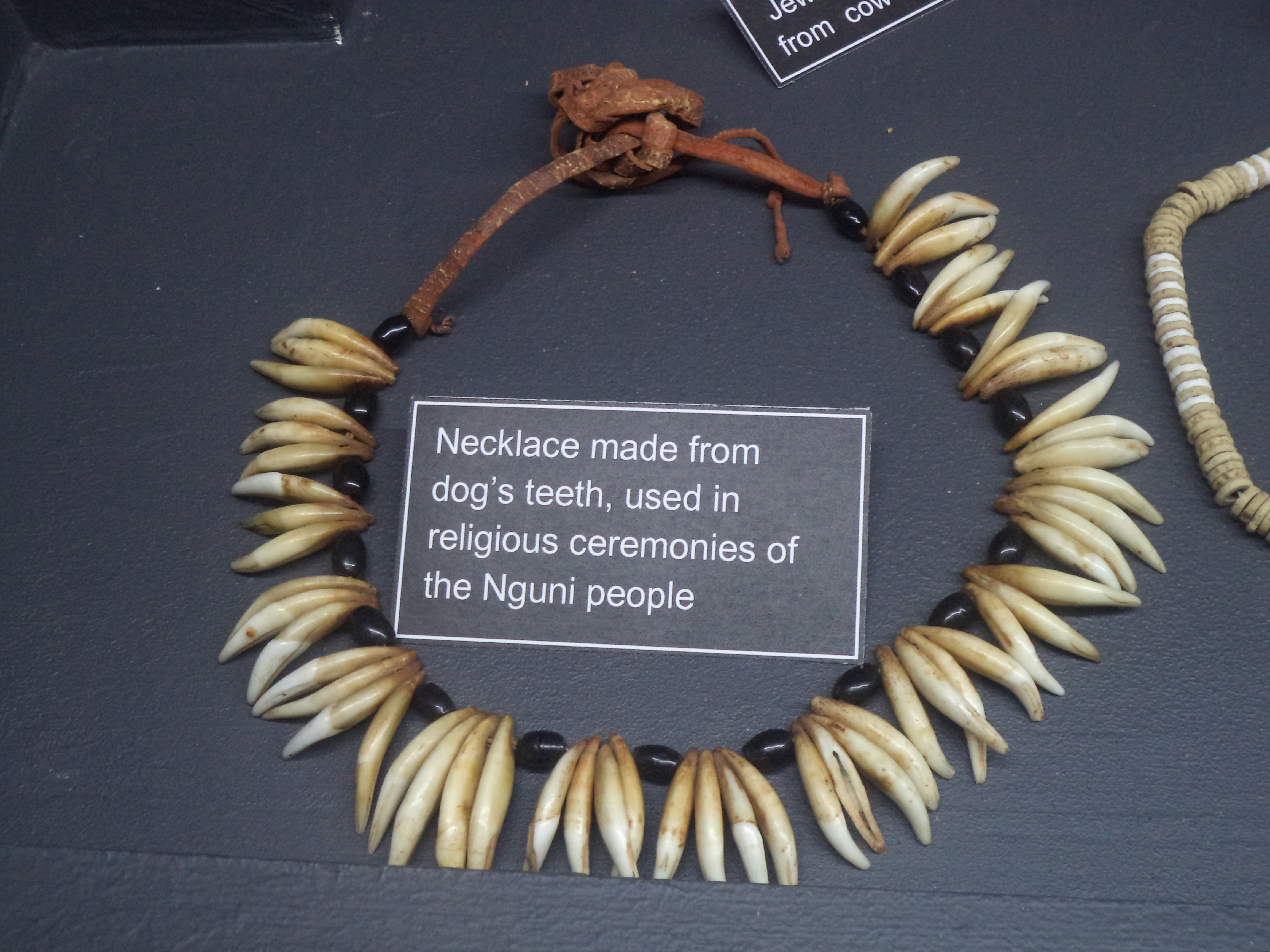
恩古尼人的犬牙项链，用于宗教仪式，展出于开普敦珠宝博物馆
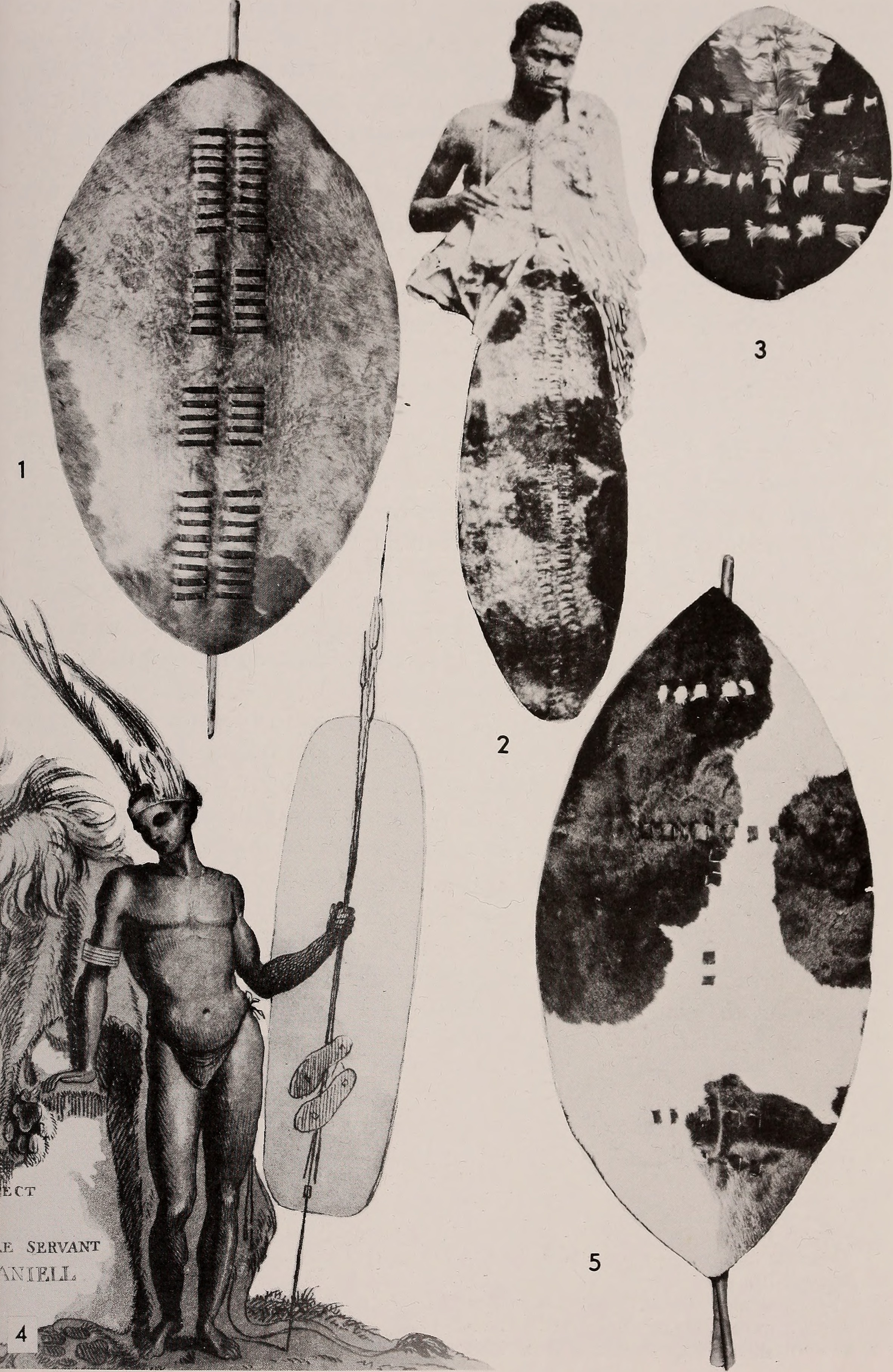
科萨人使用的恩古尼盾（英语：Nguni shield）
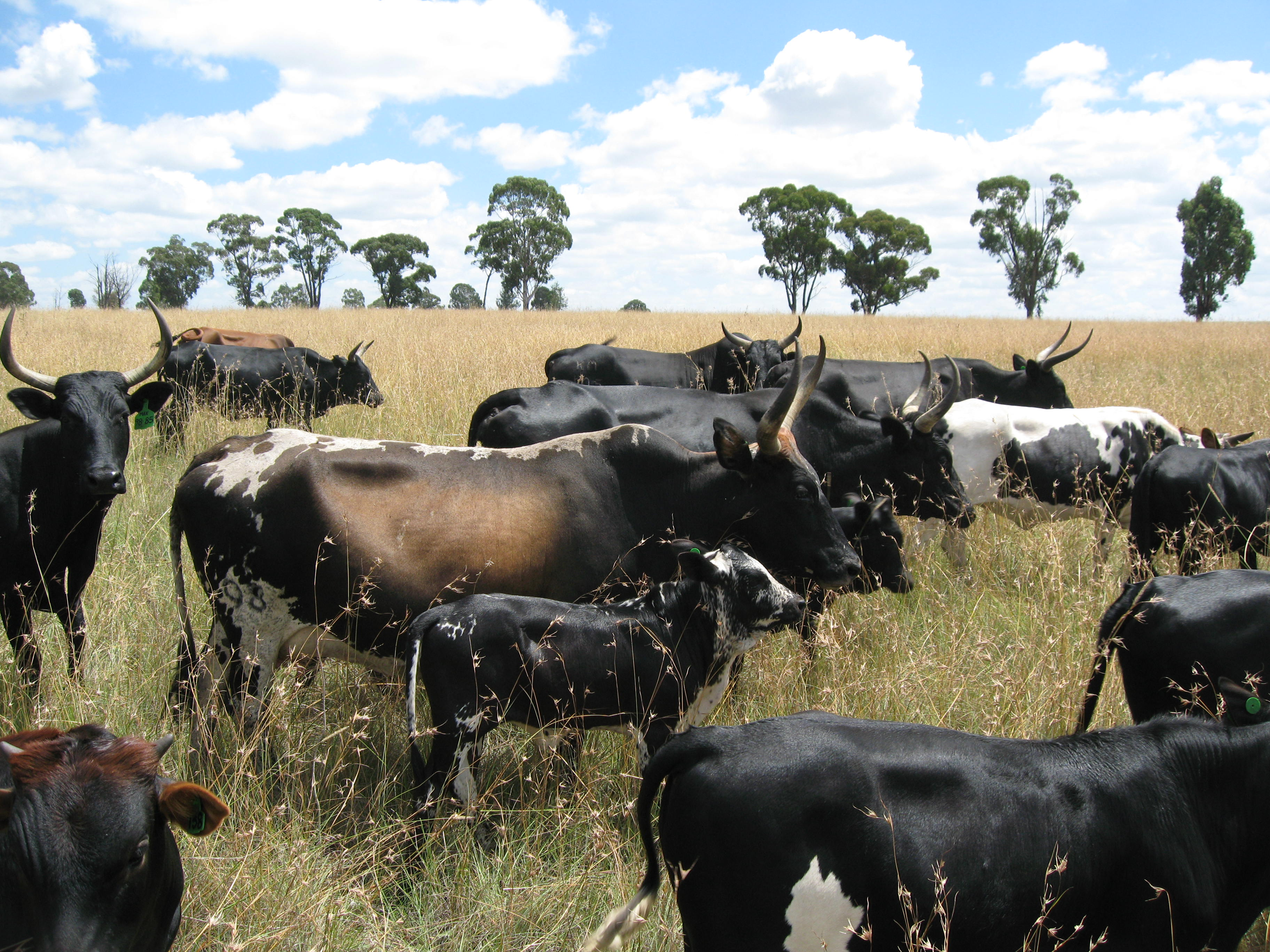
恩古尼人蓄养恩古尼牛（英语：Nguni cattle）
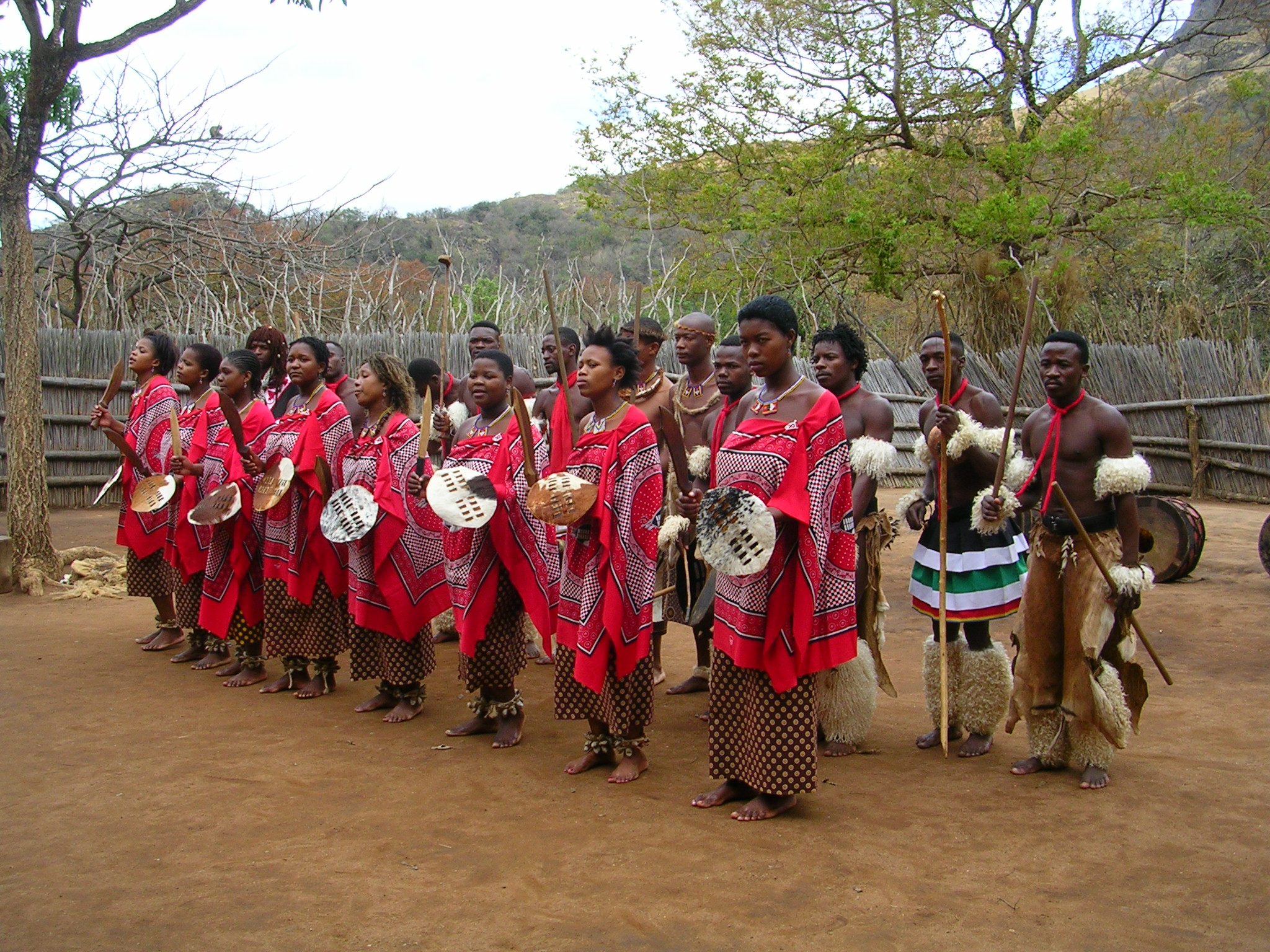
斯威士人舞蹈
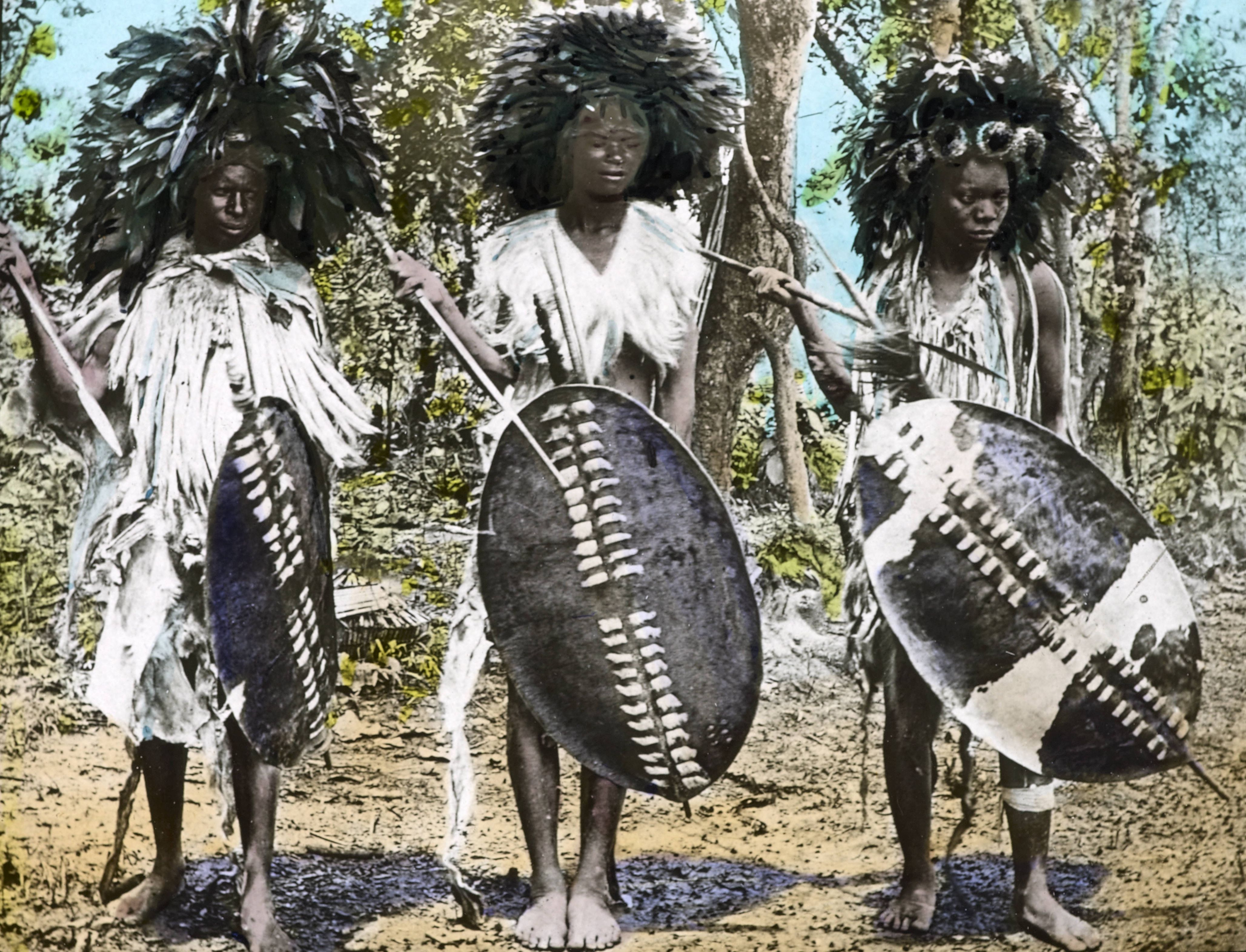
恩古尼人战士，摄于1895年